# Maria Santner

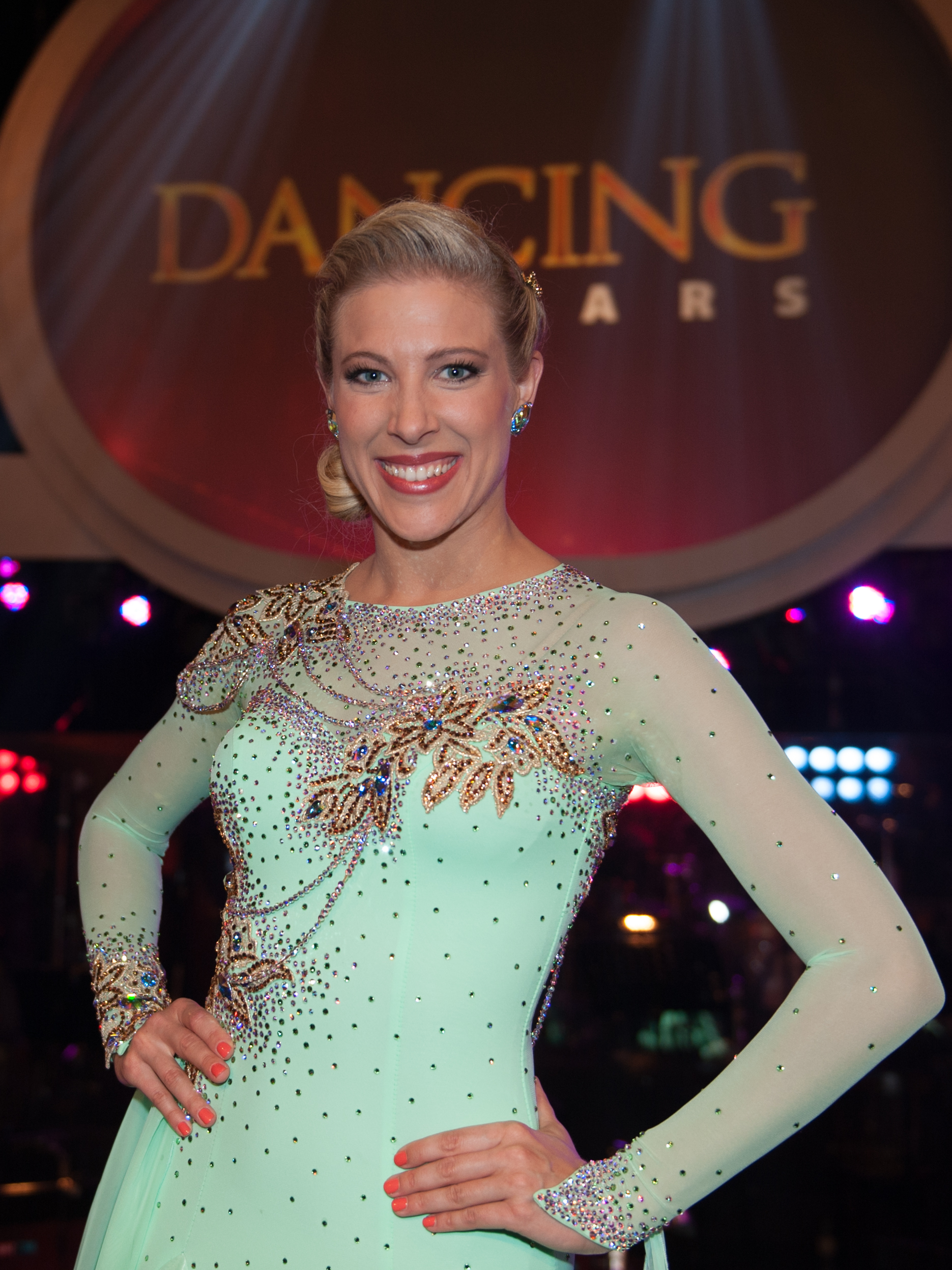
Maria Angelini-Santner bei Dancing Stars (2016)

Maria Angelini-Santner (geborene Santner, * 13. Oktober 1986 in Sipbachzell, Oberösterreich) ist eine österreichische Tänzerin. Zusammen mit ihrem Bruder Christoph Santner war sie 2009 österreichische Staatsmeisterin in den Standardtänzen der Amateure. Über ihre Teilnahme an bisher fünf Staffeln der Tanzshow Dancing Stars als Profitänzerin und Jurorin wurde sie einem breiten Publikum bekannt.

## Karriere
Maria Santner tanzt schon seit Jugendzeiten mit ihrem älteren Bruder Christoph. Ihr erstes Turnier tanzte sie bereits im März 1996 im Alter von neun Jahren. 2003 wurden sie österreichische Jugendmeister im Standardtanz. Das Paar ist seit 2007 Mitglied der österreichischen Nationalmannschaft. 2009 wurden sie österreichische Staatsmeister im Standardtanz. 2010 und 2011 wurden sie Landesmeister im Standardtanz, 2010 Vizestaatsmeister bei den Standardtänzen. Im Jahre 2011 wechselte Maria Santner vom Amateur- ins Profi-Lager. 2012 tanzten sie für Österreich bei der Profi-Standard-WM in Blackpool.
Seit 2012 unterrichtet Santner Tanzpaare des TSC Grün-Rot Wels. Das jüngste von ihr betreute Tanzpaar Christian und Petra erreichte 2012 das Finale der Talente-Show Die große Chance.
Kurzzeitig trat Santner unter dem Namen Maria Jahn auf, den sie jedoch 2013 ablegte. 
Seit 2015 betreibt sie zusammen mit ihrem Bruder Christoph eine Tanzschule in Wels. Die Tanzschule wurde im September 2018 in die denkmalgeschützten Dragonerhöfe in Wels verlegt.
Bei Dancing Stars tanzte sie 2012 mit dem Musicaldarsteller Michael Schönborn, 2013 wurde ihr der Ex-Boxer Biko Botowamungu zugeteilt.

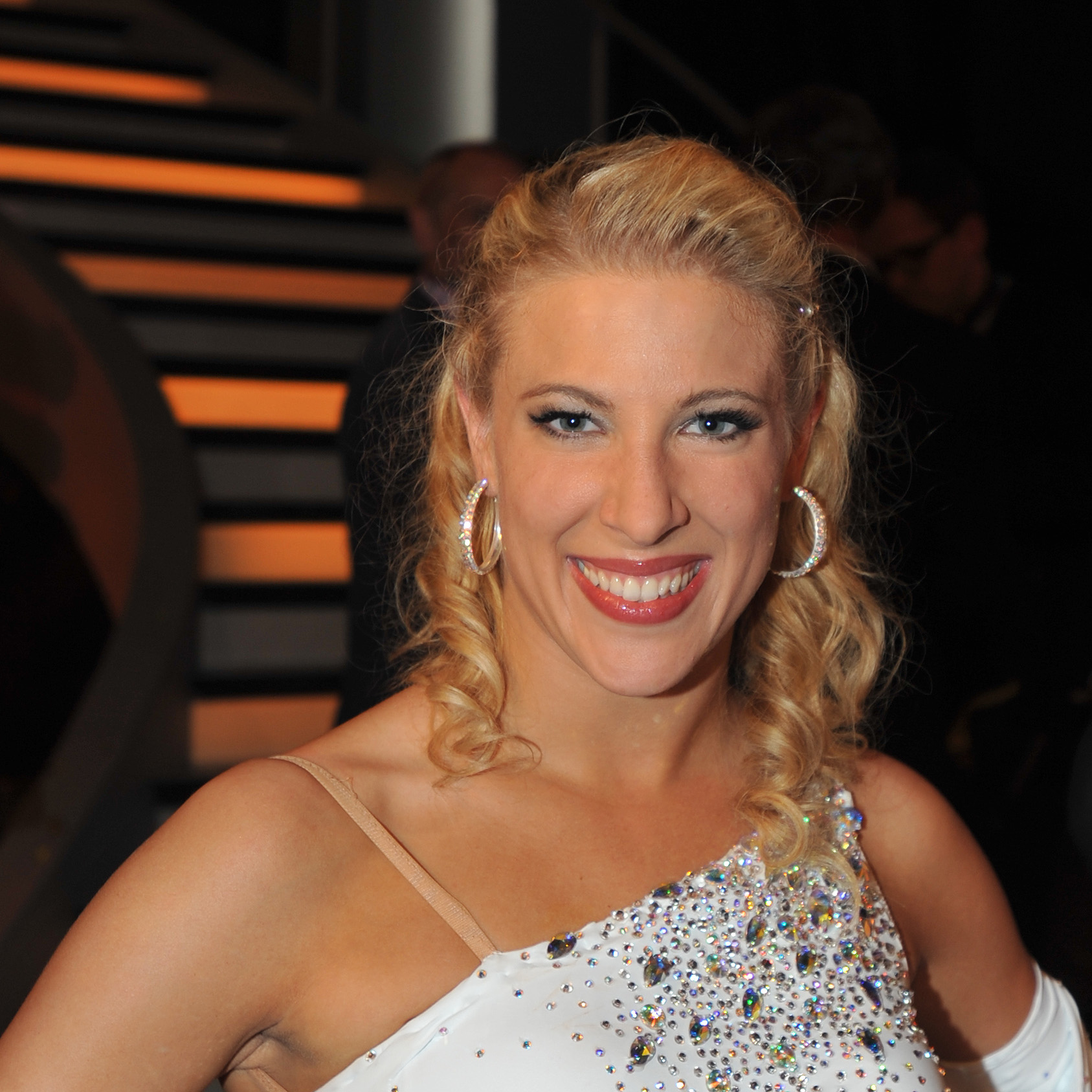
Maria Santner (2014)

2014 stand sie mit dem Sänger Marco Angelini im Finale und erreichte den zweiten Platz.
2016 tanzte Santner bei „Dancing Stars“ mit dem Sänger Georgij Makazaria und holte im Finale den dritten Platz. 2017 gewann sie die Show mit ihrem Tanzpartner Martin Ferdiny.
Ab März 2018 sendete ORF 2 einen wöchentlichen Fernsehtanzkurs mit ihr und ihrem Bruder Christoph im Rahmen der Sendung Daheim in Österreich. In Drei-Minuten-Clips wurden den Fernsehzuschauern die Grundschritte verschiedener Tänze beigebracht.
Zusammen mit Roswitha Wieland wirkte Santner im Video zu „Bierzeltbraut“ von Marco Angelini mit und choreographierte die Tanzszenen.
2019, 2020, 2023, 2024 und 2025 gestaltete sie gemeinsam mit ihrem Bruder Christoph die Eröffnungs-Choreografie für den Wiener Opernball.
Im November 2020 vertrat sie die an COVID-19 erkrankte Karina Sarkissova in der „Dancing-Stars“-Jury. Seit 2021 hat Santner einen Fixplatz in der Jury von „Dancing Stars“.
Seit März 2024 ist sie das neue Werbegesicht für Billa und in den TV-Werbespots zusammen mit ihrem Ehemann Marco Angelini zu sehen.
Seit 2024 sitzt sie im Beirat von Special Olympics Österreich.
Turniere
- 2003: International Open Jugend in Maribor (4. Platz)
- 2003: Österreichische Meisterschaft Jugend Standard (1. Platz)
- 2004: Österreichische Staatsmeisterschaft Standard (4. Platz)
- 2004: Österreichische Staatsmeisterschaft Kombination (3. Platz)
- 2005: Österreichische Staatsmeisterschaft Standard (5. Platz)
- 2006: Central European Championship in Ústí nad Labem (7. Platz)
- 2006: Oberösterreichische Landesmeisterschaft Standard (1. Platz)
- 2006: Österreichische Staatsmeisterschaft Standard (4. Platz)
- 2007: Oberösterreichische Landesmeisterschaft Standard (1. Platz)
- 2007: Österreichische Staatsmeisterschaft Standard (3. Platz)
- 2008: European Cup in Sofia (7. Platz)
- 2008: Oberösterreichische Landesmeisterschaft Standard (1. Platz)
- 2008: Österreichische Staatsmeisterschaft Standard (3. Platz)
- 2009: World Cup in Wien (9. Platz)
- 2009: Österreichische Staatsmeisterschaft Standard (1. Platz)
- 2010: Oberösterreichische Landesmeisterschaft Standard (1. Platz)
- 2010: Österreichische Staatsmeisterschaft Standard (2. Platz)
- 2011: Oberösterreichische Landesmeisterschaft Standard (1. Platz)

### Dancing Stars
Mit folgenden prominenten Kandidaten stand Santner bei Dancing Stars auf dem Tanzparkett und entwickelte immer wieder Choreographien für sie:
| Jahr | Staffel     | Kandidat                            |
| ---- | ----------- | ----------------------------------- |
| 2012 | 7. Staffel  | Musicaldarsteller Michael Schönborn |
| 2013 | 8. Staffel  | Boxer Biko Botowamungu              |
| 2014 | 9. Staffel  | Sänger Marco Angelini               |
| 2016 | 10. Staffel | Musiker Georgij Makazaria           |
| 2017 | 11. Staffel | ORF Moderator Martin Ferdiny        |

## Privates
Santner ist mit ihrem Dancing-Stars-Tanzpartner aus dem Jahr 2014 Marco Angelini liiert. Am 26. September 2020 wurden sie Eltern einer Tochter. Am 19. November 2021 hielt Angelini im Dancing-Stars-Semifinale um Santners Hand an. Die Hochzeit fand am 7. Juli 2022 in der Steiermark statt.

## Trivia
Maria Santner gewann mit ihrem Bruder 2011 einen von einer privaten Firma organisierten Wettbewerb, der mit dem Namen "Wiener-Walzer-Weltmeisterschaft" beworben wurde. Dieser war von keinem anerkannten Tanzsportverband veranstaltet worden, wodurch der Titel "Wiener-Walzer-Weltmeister" nicht zulässig ist. Trotzdem wird Maria Santner im ORF gelegentlich als Wiener-Walzer-Weltmeisterin bezeichnet.